# Siluvaimathu Teresanathan Amalnather
Siluvaimathu Teresanathan Amalnather (* 17. November 1925 in Nagapattinam; † 12. Februar 2010) war römisch-katholischer Bischof von Tuticorin.

## Leben
Siluvaimathu Teresanathan Amalnather empfing am 24. August 1951 die Priesterweihe.
Papst Johannes Paul II. ernannte ihn am 29. November 1980 zum Bischof von Tuticorin. Der Erzbischof von Madurai Justin Diraviam spendete ihm am 4. Februar des folgenden Jahres die Bischofsweihe; Mitkonsekratoren waren Rajarethinam Arokiasamy Sundaram, Bischof von Tanjore, und Ambrose Mathalaimuthu, Bischof von Coimbatore. Sein Wahlspruch lautete: In Faith and Love („In Glaube und Liebe“).
Am 8. Dezember 1999 nahm Papst Johannes Paul II. seinen altersbedingten Rücktritt an.